# Kościół Matki Boskiej Nieustającej Pomocy w Boguszycach
Kościół Matki Boskiej Nieustającej Pomocy w Boguszycach – katolicki kościół parafialny znajdujący się w Boguszycach (powiat oleśnicki, województwo dolnośląskie). Funkcjonuje przy nim parafia Najświętszej Maryi Panny Nieustającej Pomocy. Do rejestru zabytków wpisany został 25 lipca 2000 pod numerem 31/A/00/1-3.

## Historia
Obiekt był wymieniany po raz pierwszy w 1318, a jako parafia w 1376. Pierwszy znany proboszcz to Konrad z Boguszyc (1329). W 1538 świątynię przejęli protestanci. W latach 1712–1714 przeprowadzono szeroko zakrojoną przebudowę świątyni, w wyniku czego otrzymała ona wygląd podobny do obecnego. Przebudowę fundował Adam Braun z Boguszyc. Ostatnim pastorem protestanckim był Ewald Treutler.

## Architektura
Kościół jest barokowy, salowy, ośmioboczny, orientowany i stoi na wysokiej podmurówce. Nie ma wyodrębnionego prezbiterium. Po bokach nawy znajdują się dwie kruchty, przy czym północna jest wyposażona w lożę kolatorską. Od zachodu przybudowana jest wieża o konstrukcji słupowej, w górnej części drewniana, z zegarem z 1899. 

## Wnętrze
Wnętrze jest otynkowane i ma krótkie empory. Wyposażenie pochodzi z przełomu XIX i XX wieku. Ołtarz główny oraz ambona są neobarokowe, z fragmentami barokowymi z około 1714.